# Fort Wellington
Fort Wellington is een dorp in Guyana en de hoofdplaats van Mahaica-Berbice. Fort Wellington telde 118 inwoners in 2012.

## Geschiedenis
Fort Wellington was een Brits fort, dat vervangen werd door het voormalige politiebureau. De naam werd aan het gebied gegeven door de landmeter T.R. Earl en was oorspronkelijk onderdeel van de plantage Catherinas Lust.
Fort Wellington is een klein dorpje, maar bevat het Fort Wellington Ziekenhuis, een basisschool, een middelbare school, een politiebureau, een rechtbank en het regionaal hoofdkantoor. De supermarkt en winkels bevinden zich in het naburige Bushlot. In 1842 werd de eerste Anglicaanse kerk van West-Berbice in Fort Wellington gebouwd.
Fort Wellington · Moraikobai · Rosignol · Weldaad